# Erdre-en-Anjou
Erdre-en-Anjou è un comune francese del dipartimento del Maine e Loira nella regione dei Paesi della Loira.
È stato creato il 28 dicembre 2015 dalla fusione dei preesistenti comuni di Brain-sur-Longuenée,  Gené, La Pouëze e Vern-d'Anjou.
Il capoluogo è la località di Vern-d'Anjou.